# Laurent (prénom)
Pour les articles homonymes, voir Laurent.
Cette page présente le prénom Laurent ainsi que ses variantes.
Laurent est un prénom français, nom de baptême popularisé par la renommée de saint Laurent de Rome.

## Étymologie
Le nom et le prénom Laurent sont formés sur le latin Laurentius, dérivé de laurus (laurier), signifiant celui qui porte le laurier, en référence à la couronne de laurier dont on coiffait la tête des poètes et généraux victorieux à l'époque romaine. Par la suite, dans la chrétienté, il représente la victoire de la nouvelle religion sur le paganisme, à l'image de saint Laurent « obtenant la couronne du martyr » en étant brûlé sur un gril au IIIe siècle. 

## Variantes

### Variantes linguistiques
- allemand : Laura, Laurentz, Laurenz, Lorentz, Lorenz
- anglais : Lawrence , Laurence, Larry, Lawrence
- arabe : Nadjah, Nadjeh
- basque : Lorentzo, Laurendi, Laurentzi, Lorenza (Laurence)
- breton : Laorañs
- catalan : Llorenç
- corse : Larenzu, Lorenzo
- créole (guadeloupéen) : Lowen
- croate : Lovro
- espagnol : Laura, Laurencio, Lorenzo
- espéranto : Laŭrenco
- finnois : Lassi, Lauri
- grec moderne : Λαυρέντιος (Lavréndios)
- hollandais : Loris, Laurens
- irlandais : Labhrainn
- italien : Lorenzo , Laura, Lora, Lorenza, Lorenzo, Loretta, Lorinda, diminutif Enzo
- mannois : Laurys
- occitan : Laurenç
- poitevin : Lleurant
- polonais : Lorenz, Wawrzyniec
- portugais : Lourenço
- roumain : Laurenţiu
- russe : Laurenti, Lavrenti
- scandinave : Lars
- serbe : Lavrentije
- slovène: Lavra, Lavrencij, Lovrenc, Lovro
- tchèque : Vavřinec (vavřín signifiant laurier)

### Formes féminines françaises
- Laura, Laure, Lauriane, Laurianne, Laurie, Laureen, Laurence, Laureline, Lauren, Laurette, Laurine, Laurentine, Lore, Lorène, Lorette, Loriane, Lorie, Marie-Laurence.

## Saint patron
Il est fêté le 10 août.

## Popularité
Ce prénom fut très en vogue dans les années 1960 et 1970 en France. 
Par ailleurs, Laurent est le 9e nom de famille le plus porté en France.

## Personnalités portant ce prénom

### Saints
- Laurent de Rome (210 ou 220-258), diacre et martyr espagnol
- Saint Laurent de Salamine, (+ 1707), moine thaumaturge, fondateur d'un monastère à Salamine
- Laurent de Galluzo, nom porté par la chartreuse de Florence (dite 'Chartreuse de Galluzzo')
- Laurent Bai Xiaoman (~1821-1856), laïc chinois converti au christianisme, martyr, canonisé en 2000

### Dynastes
- Antipape Laurent, qui fut deux fois pape, en 488 et de 501 à 505
- Laurent le Magnifique, prince de Florence
- Laurent de Belgique (1963-), prince de Belgique

### Autres
- Pour l'ensemble des articles sur les personnes portant ce prénom, consulter :
  - la liste des articles dont le titre commence par ce prénom
  - les listes produites par Wikidata : Liste des personnes de prénom « Laurent » — même liste en incluant les éventuels prénoms composés qui contiennent « Laurent ».

## Personnalité portant ce prénom comme pseudonyme
- Laurent (1968-), coloriste belge de bandes dessinées

## Autre
Parmi les anagrammes de Laurent, on peut citer : naturel, Renault.